# Justicia hirsuta
Justicia hirsuta är en akantusväxtart som beskrevs av Johan Baptist Spanoghe. Justicia hirsuta ingår i släktet Justicia och familjen akantusväxter. Inga underarter finns listade i Catalogue of Life.